# 格林縣 (印第安納州)
格林縣（英語：Greene County）是美國印地安納州西南部的一個縣。面積1,414平方公里。根據美國2000年人口普查，共有人口33,157。縣治布盧姆菲爾德（Bloomfield）。
成立於1821年2月5日。縣名紀念美國獨立戰爭將領納薩尼爾·葛林（Nathanael Greene）。